# Cariblatta itapetinguensis
Cariblatta itapetinguensis är en kackerlacksart som beskrevs av Rocha e Silva 1973. Cariblatta itapetinguensis ingår i släktet Cariblatta och familjen småkackerlackor. Inga underarter finns listade.